# Saburō Tsukamoto
Saburō Tsukamoto (japanisch 塚本 三郎, Tsukamoto Saburō; geboren 20. April 1927 in Nagoya, Präfektur Aichi; gestorben 20. Mai 2020) war ein japanischer Politiker.

## Leben und Wirken
Saburō Tsukamoto machte 1957 seinen Studienabschluss an der Juristischen Fakultät der Chūō-Universität. 1958 wurde er im  2. Wahlkreis von Aichi (SNTV-Viermandatswahlkreis), zu dem zentrale Teile von Aichi östlich von Nagoya gehörten, als Mitglied der Sozialistischen Partei Japans in das Repräsentantenhaus des Parlaments gewählt. 1959 beteiligte er sich am Aufbau der Demokratisch-Sozialistischen Partei (DSP) und wurde Mitglied des zentralen Exekutivkomitees. Als DSP-Kandidat wurde er 1960 abgewählt und scheiterte auch bei der Wahl 1963. Zur Repräsentantenhauswahl 1967 wurde der Dreimandatswahlkreis Aichi 6 mit Teilen der Stadt Nagoya vom vorherigen Wahlkreis 1 abgetrennt. Tsukamoto kandidierte erfolgreich dort und wurde in der Folge achtmal wiedergewählt.
Tsukamoto war Vorsitzender des DSP-Präfekturverbandes Aichi. Nach einer Tätigkeit als stellvertretender Parteisekretär wurde er 1974 Parteisekretär. Mit dem Rücktritt von Sasaki Ryōsaku (佐々木 良作; 1915–2000), der seit 1977 Vorsitzender war, wurde er auf dem 30. ordentlichen Parteitag am 25. April 1985 zum 5. Vorsitzenden der Demokratisch-Sozialistischen Partei gewählt. Im Februar 1989 trat er wegen Fragen im Zusammenhang mit der Aktienübertragung im Recruit-Skandal als Vorsitzender zurück. Sein Nachfolger wurde Nagasue Eiichi (1918–1994).
Bei der Repräsentantenhauswahl 1993 wurde er im zwischenzeitlich auf vier Mandate vergrößerten Wahlkreis Aichi 6 mit dem nur fünfthöchsten Stimmenanteil abgewählt.